# Рыпинский, Александр Феликсович
Алекса́ндр Фе́ликсович Рыпи́нский (пол. Alexander Rypiński, бел. Аляксандр Феліксавіч Рыпінскі) (10 (22) сентября 1809 или 1811 —  8 ноября 1886 или 1890 или 1900) — польский и белорусский поэт, фольклорист, график, книгоиздатель.

## Биография
Родился в деревне Куковячино (Витебский уезд, сегодня Витебский район). Окончил Витебскую гимназию. В 1829—1830 годах учился в школе прапорщиков в Динабурге (Даугавпилс). Участвовал в восстании 1830—1831 годов.
Во время восстания 1830—1831 годов его из Динбурга вместе с однокурсникам послали на усмирение восстания в составе армии Дибича, однако по дороге они сбежали и присоединились к инсургентам (повстанцам). Там же Александр Рыпинский познакомился с Эмилией Пляттер, которая на тот момент являлась командиром инсургентов. После подавления восстания Рыпинский вместе с однополчанами оказался в Пруссии, после чего он уехал во Францию во избежание каторги.
Также он входил в польское литературное сообщество, где на одном из заседаний зачитал реферат «Белорусы. Немного слов о поэзии простого люда этой нашей польской провинции, о его музыке, песнях, танцах и т. д.» Издал книжку на польском языке «Беларусь», в которой в отдельном большом разделе помещались тексты белорусских народных песен, впервые систематизированные.
В 1853 году в издании поэмы «Нечистый» впервые ввёл в оборот букву «Ŭ» — «Ў» в белорусском латинском алфавите — для обозначения характерного для белорусского языка звука [ў].
С 1832 году в Париже был избран членом Французской академии промышленности, сельского хозяйства, ремёсел и торговли. С 1846 года, после 15 лет жизни во Франции, переехал в Лондон преподавать языки, математику, рисование, занимался издательской деятельностью и творчеством. Сам же Рыпинский в большей степени стал фотографом. В 1839 году он познакомился с французским художником Луи Даггером, который продемонстрировал ему свои первые дагерротипы. В итоге Рыпинский сам решил заняться этим и привёз необходимое оборудование.
После амнистии участникам восстания Рыпинский продал свою типографию и вернулся на родину, где за ним был устанавлен строгий надзор из-за участия в Польском восстании 1830—1831 годов. Он приехал к брату в Куковячино, где он познакомился с Артемом Вериго-Доревским. Рыпинский активно собирал фольклор, писал на белорусском языке драматическую поэму «Сумерки» (бел. Адвячорак). Известно, что он подготовил хрестоматию белорусской литературы, список авторов которой насчитывал 55 писателей.
В основанной им типографии издавал свои книги на польском с собственными иллюстрациями, среди которых:
- «Пророк» (1851).
- «Поэзия (Poezyje)» (1853).
- «Сержант-философ…» (1853).

Также напечатал белорусскую балладу «Нечистый» (бел. «Нячысцік»; «Nieczyści, ballada białoruska», Познань, 1853).
В 1859 году А. Ф. Рыпинский возвратился на родину. Работал над историей белорусской литературы.
По оценке словаря Брокгауза и Ефрона, «сочинение его: „Białoruś“ (П., 1840; 2 издание Познань, 1853), не имея научного значения, не лишено интереса по некоторым частным указаниям и любопытно как отголосок специфических польских взглядов на белорусскую народность».
В архиве Рыпинского сохранялся ранний список поэмы «Тарас на Парнасе» с указанием авторства Константина Вереницына, а также ряд других редких текстов (в том числе другая поэма Вереницына «Два дьявола»).